# Viola cenisia
Viola cenisia är en violväxtart som beskrevs av Carl von Linné. Viola cenisia ingår i släktet violer, och familjen violväxter. Inga underarter finns listade i Catalogue of Life.

## Bildgalleri

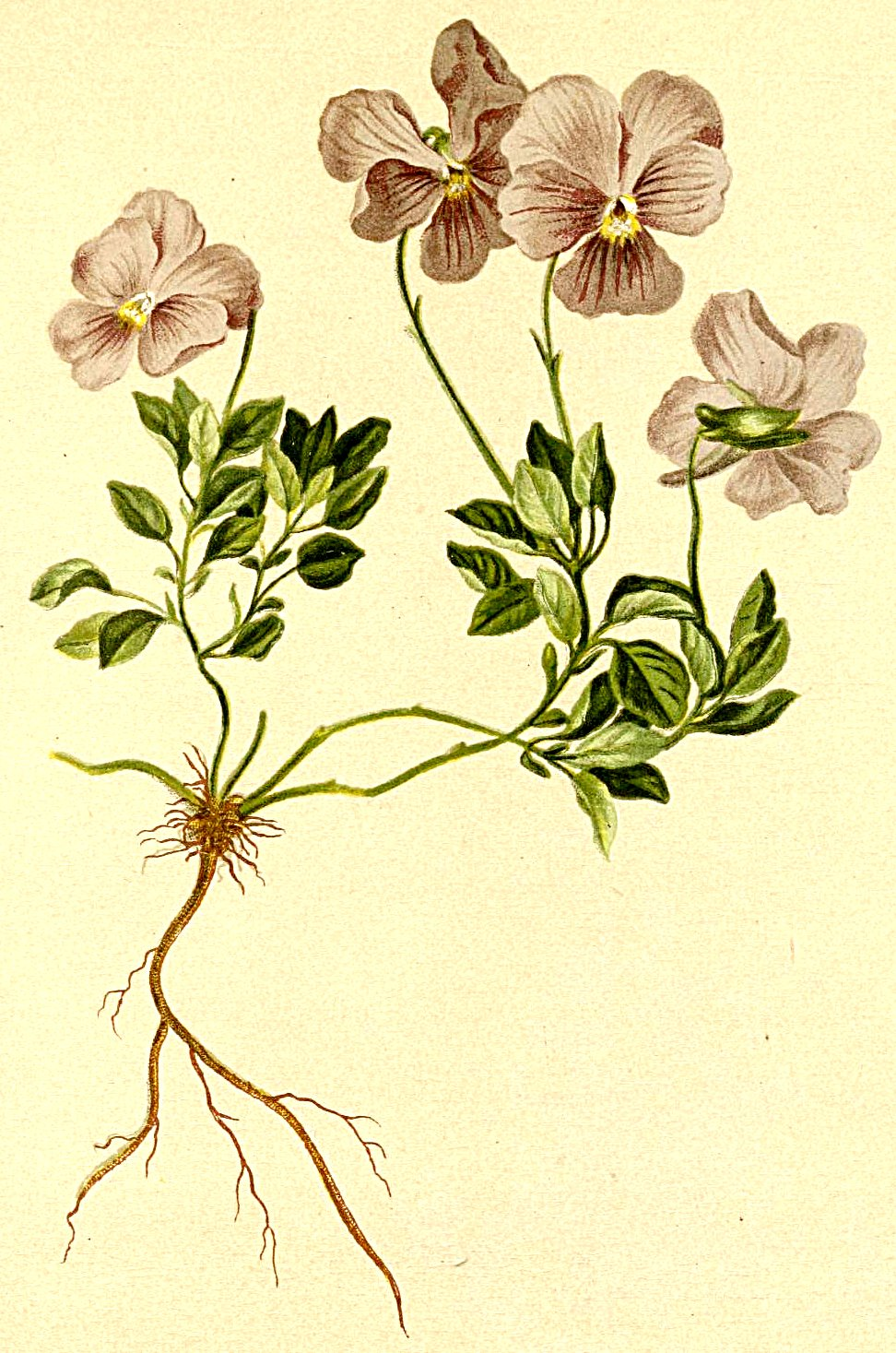
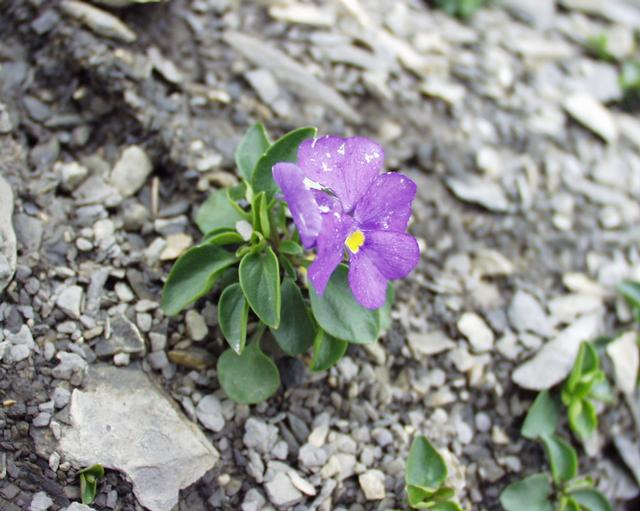
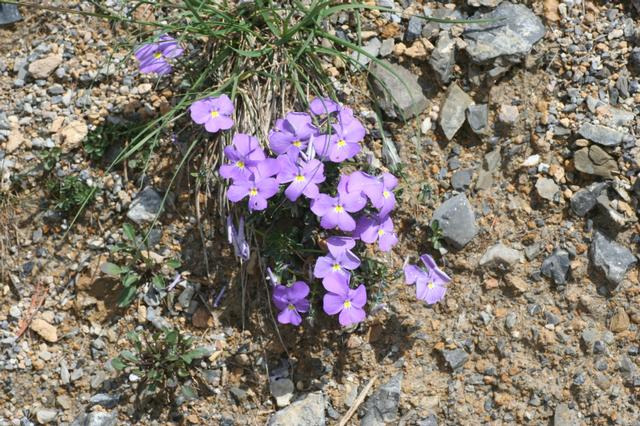
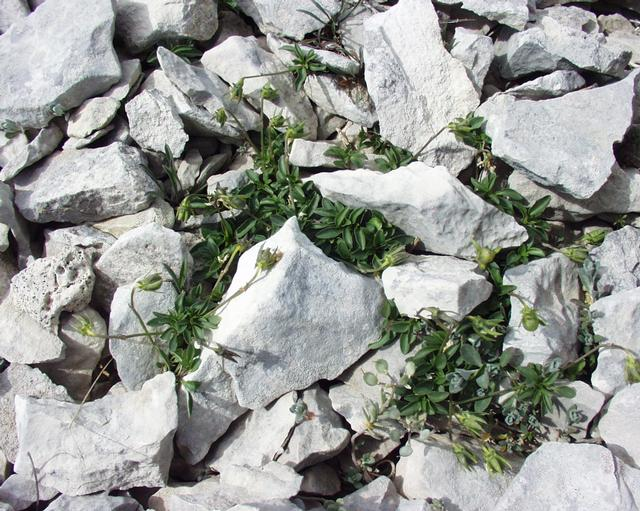
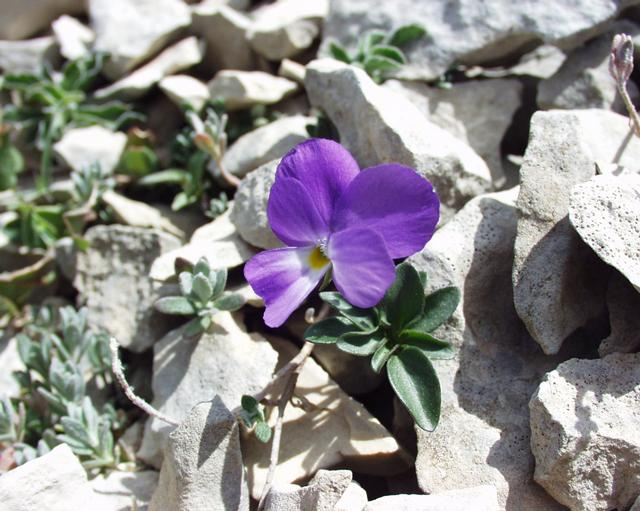
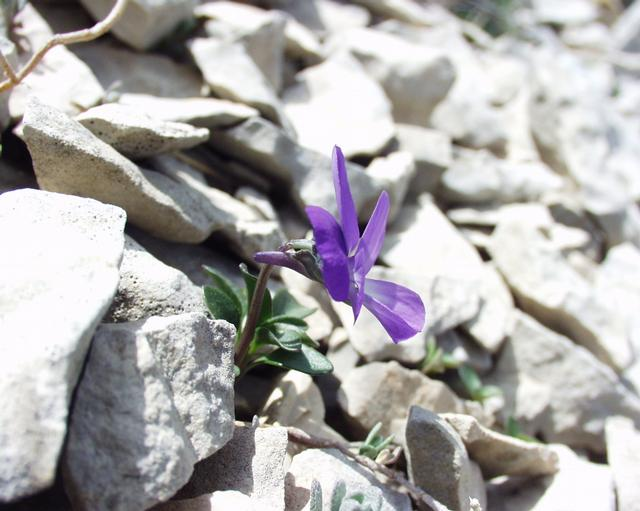